# Aelredo di Rievaulx
Aelredo di Rievaulx, o Etelredo di Rievaulx (Aelredus Rievallensis) (Hexham, 1110 – Rievaulx, 12 gennaio 1167), fu un monaco anglosassone, abate dell'abbazia di Rievaulx dal 1147.

## Biografia
Suo padre, un prete sposato, passò molti anni presso la corte del re di Scozia Davide I. Aelredo era diventato Maestro di palazzo quando lasciò la corte per entrare come monaco cistercense nell'Abbazia di Rievaulx (oggi non più esistente) nello Yorkshire, verso il 1134. Nel 1141 fu inviato assieme ad altri dodici compagni nella nuova casa del suo Ordine religioso a Revesby in Lincolnshire, con la carica di abate, il primo della nuova abbazia, da poco fondata e dipendente da quella di Rievaulx. Più tardi, nel 1147,  divenne abate della stessa abbazia di Rievaulx, ove aveva iniziato il suo noviziato. 
Qui passò tutto il resto della sua vita. Sotto la sua direzione l'abbazia giunse ad un organico di circa seicento monaci.
Egli visitò molte altre case dell'Ordine cistercense in Inghilterra e in Scozia, in quanto tutte le abbazie inglesi e scozzesi di allora dipendevano da Rievaulx. Viaggiò anche in Francia ove visitò le abbazie di Citeaux e di Clairvaux.
Rifiutò più volte il vescovado. Nel 1164 partì in missione per convertire i Pitti del Galloway: la missione fu coronata da successo al punto che in quello stesso anno a Kirkcudbright il loro capo entrò in monastero. Passò gli ultimi anni della sua vita afflitto da gotta e calcoli.

## Scritti
Egli scrisse numerosi testi di spiritualità fra i quali  Speculum charitatis (Lo specchio della Carità, probabilmente dietro sollecitazione di San Bernardo di Chiaravalle), De spirituali amicitia liber (L'amicizia spirituale), dedicato alla scomparsa del giovane amico monaco Simone, e il trattato di mistica cisterciense De Jesu puero duodenni (Gesù a dodici anni), nel quale dà un'interpretazione inedita e sostanzialmente differente dalle classiche letture allegoriche dei tre giorni di Gesù fanciullo a Gerusalemme narrati nel Vangelo di S.Luca.
Egli scrisse anche sette libri storici, due dei quali indirizzati ad Enrico II, re d'Inghilterra, consigliandolo su come essere un buon sovrano e dichiarandolo il vero discendente dei re anglo-sassoni.
Per le sue attività di scrittore ed amministratore fu chiamato il San Bernardo di Chiaravalle del nord. Egli fu descritto da David Knowles, uno storico del monachesimo inglese, come «… una figura singolarmente attraente... Nessun altro monaco inglese del dodicesimo secolo lascia un così duraturo ricordo nella memoria.»
Canonizzato nel XIII secolo, il suo nome viene celebrato dalla Chiesa cattolica il 12 gennaio.

## Sessualità
Due storici, John Boswell e BP McGuire hanno sostenuto che Aelred era omosessuale. Tuttavia, come ha commentato Richard J. Evans, il lavoro di Boswell è stato "un tentativo sbagliato di dimostrare che le persone si sono esplicitamente identificate come omosessuali nella storia europea [eppure] Questo generalmente collassa di fronte a una letteratura storica molto più convincente che ha localizzato l'emergere di identità omosessuali alla fine del diciannovesimo secolo." McGuire ha concluso che "…la sua identità sessuale rimane incerta". Marsha L. Dutton (l'editore del Companion to Aelred of Rievaulx, del 2017) ha riassunto l'intero dibattito come 'noioso' e 'inutile', dal momento in cui "…non c'è modo di conoscere i dettagli della vita di Aelredo, tanto meno le sue esperienze sessuali o i suoi conflitti." Elizabeth Freeman ha commentato "siamo testimoni di un inutile dibattito sulla sua presunta omosessualità", che si è sbizzarrito sulla base del fraintendimento del linguaggio monastico e della confusione del suo interesse per l'amicizia cristiana per omosessualità.
Ha confessato in De institutione inclusarum che per un po' si era arreso alla lussuria, "una nuvola di desiderio sorse dalle pulsioni inferiori della carne e dalla sorgente zampillante dell'adolescenza" e "la dolcezza dell'amore e l'impurità della lussuria si sono unite per sfruttare l'inesperienza della mia giovinezza." Tuttavia, come ha notato LeClercq, questo è solo un esempio di "esagerazione letteraria". Aelredo si riferisce direttamente anche al rapporto tra Gesù e Giovanni apostolo come un "matrimonio", immagine allineata con l'enfasi cistercense sul Cantico dei Cantici e sul simbolismo dell'amore tra uomo e Dio, espresso attraverso un topos prevalentemente virgiliano e ovidiano. Aelredo stesso, nelle sue stesse parole, definiva questo "matrimonio" un "organo di esperienza", senza nulla a che vedere con la realtà romantica o sessuale che si riteneva fondamentalmente contraria alla vita monastica. Come spiegato da Julia Kristeva, tuttavia ciò si riflette molto più accuratamente nel concetto di "immaginatio" che di "amor" (amore romantico): "Costituiva il legame intimo tra l'essere e il mondo, attraverso il quale la persona può assimilare il mondo esterno definendo al contempo il sé come soggetto". L'unico riferimento diretto tra le sue opere alla lussuria personale di Aelredo è in realtà ad una "impertinente ragazza della servitù" che desiderava quando era un amministratore alla corte di Davide I.
Le sue opere esortano alla castità tra i non sposati e le vedove, e alla fedeltà all'interno del matrimonio – condannando le relazioni sessuali e l'attività al di fuori del matrimonio come peccaminose. Egli inoltre scrive:  "Se l’uomo vuole amare se stesso di amore autentico, non si lasci corrompere da nessun piacere della carne. Per non soccombere alla concupiscenza della carne, rivolga ogni suo affetto alla dolcezza del pane eucaristico. Inoltre per riposare più perfettamente e soavemente nella gioia della carità fraterna, abbracci di vero amore anche i nemici" (Lib. 3, 5; Patrologia Latina,  195, colonna 582). 
Nonostante ciò, diverse organizzazioni gay-friendly hanno adottato Aelredo come santo patrono, tra cui Integrity USA nella Chiesa episcopale negli Stati Uniti d'America, la Chiesa anglicana cattolica nazionale negli Stati Uniti nord-orientali,  e l'Ordine di Sant'Aelredo nelle Filippine.